# Distretto di Kashima
Il distretto di Kashima (鹿島郡, Kashima-gun?) è uno dei distretti della prefettura di Ishikawa, in Giappone.
Fa parte del distretto solo il comune di Nakanoto.
| Controllo di autorità | VIAF (EN) 256932278 · NDL (EN, JA) 00393994 |